# Prefettura di Danyi
La prefettura di Danyi è una prefettura del Togo situato nella regione degli Altopiani con 38.742 abitanti al censimento 2010. Il capoluogo è la città di Danyi-Apeyémé.